# Pteroeides morbusus
Pteroeides morbusus is een Pennatulaceasoort uit de familie van de Pennatulidae. De wetenschappelijke naam van de soort is voor het eerst geldig gepubliceerd in 1961 door Tixier-Durivault.